# Cloud9
Cloud9 Esports, Inc., ou simplesmente Cloud9, é uma organização de esportes eletrônicos americana com sede em Santa Monica, Califórnia. A empresa foi originalmente fundada como uma equipe profissional de League of Legends por Jack e Paullie Etienne em maio de 2013 e foi incorporada à Cloud9 Esports, Inc. em 6 de setembro de 2016. A Cloud9 recebeu US$ 78 milhões em capital total levantado por meio de financiamento de capital de risco e foi classificada como a quinta organização de esports mais valiosa do mundo em meados de 2022.
Cloud9 manteve divisões em vários esports ao longo de sua existência, estabelecendo oito até 2014. Em 2018, Cloud9 ganhou três campeonatos internacionais: o Campeonato Mundial da 6ª Temporada do Rocket League Championship Series, a final da Overwatch League de 2018 e o ELEAGUE Major: Boston 2018. Atualmente, a empresa opera duas equipes franqueadas: a equipe da League of Legends Championship Series e o London Spitfire da Overwatch League. Eles também operam equipes sem franquia em Apex Legends, Counter-Strike: Global Offensive, Fortnite, Halo, Hearthstone, League of Legends: Wild Rift, Super Smash  Bros., Teamfight Tactics, Valorant, e World of Warcraft.

## História

### 2013: Início
A equipe que se tornaria a Cloud9 se originou depois que a organização de esportes eletrônicos Quantic Gaming liberou todos os seus jogadores de League of Legends. Depois, todos os cinco jogadores formaram sua própria equipe sob o apelido de Team NomNom, e mais tarde foram renomeados para Cloud9 no início de 2013. A Cloud9 foi então readquirida pela Quantic Gaming em 1º de abril de 2013, e mais tarde renomeou a equipe de volta para Cloud9. A equipe então mudou de mãos novamente em maio de 2013, quando os ex-gerentes da Team SoloMid Jack Etienne e Paullie Etienne compraram os contratos dos jogadores por menos de US$ 20.000, criando oficialmente a organização Cloud9. Paullie Etienne foi nomeada diretora de operações, e o pai de Jack Etienne acabou assinando como o primeiro advogado da organização.

### 2013–2018: Expansão e financiamento
Após o sucesso inicial na divisão de League of Legends da organização, a Cloud9 expandiu sua marca para outros jogos esportivos. A organização entrou no Smite em dezembro de 2013. Em 2014, Cloud9 criou divisões para Dota 2, Super Smash Bros. Melee, Hearthstone, Counter-Strike: Global Offensive, Heroes of the Storm, e Halo. A organização desfez sua divisão de Smite no mesmo ano devido a problemas internos, pouco antes do início da Smite Pro League, mas foi reaberta em janeiro de 2015. Ao longo de 2015 e 2016, Cloud9 estabeleceu várias outras divisões, incluindo Call of Duty, Overwatch, e Vainglory. Em 6 de setembro de 2016, a organização se incorporou à Cloud9 Esports, Inc.
Embora várias de suas divisões fossem dissolvidas, em março de 2017, a empresa tinha dez times em vários títulos e mais de um milhão de fãs gastando 15 milhões de horas coletivas seguindo os jogadores da Cloud9. Naquele mês, a Cloud9 recebeu um total de US$ 28 milhões de financiamento em uma rodada série A liderada pelo Founders Fund, juntamente com outros investidores da Craft Ventures, o ex-executivo do Facebook, Inc. Chamath Palihapitiya, o co-fundador do Reddit Inc. Alexis Ohanian, e o jogador de beisebol Hunter Pence. Em julho de 2017, a Cloud9 criou sua divisão de Rocket League. No mês seguinte, a Activision Blizzard anunciou que a Cloud9 havia comprado uma vaga de franquia com sede em Londres para a próxima Overwatch League (OWL); com a exigência de que todas as organizações no OWL criem entidades de negócios e marcas separadas, a Cloud9 criou a subsidiária sob o nome de London Spitfire. Em novembro de 2017, a Riot Games anunciou que a Cloud9 havia garantido uma vaga na franquia da League of Legends Championship Series (LCS) por US$ 10 milhões, marcando a segunda equipe franqueada própria da empresa.
Em junho de 2018, a Cloud9 anunciou um grande contrato de patrocínio com a Red Bull, que incluía um acordo que colocaria o logotipo da Red Bull nas camisetas da Cloud9. No meio desse negócio, Jack Etienne convidou 30 investidores para uma partida do London Spitfire na Blizzard Arena; quatro meses depois, a Cloud9 anunciou que havia recebido US$ 50 milhões em financiamento de série B em uma rodada liderada pela Valor Equity Partners, juntamente com outros investidores da TrueBridge Capital Partners, Reimagined Ventures e o fundador da Glassdoor, Robert Hohman. Além disso, o fundador e sócio-gerente da Valor Equity Partners, Antonio Gracias, ingressou no conselho de administração da Cloud9 como parte do acordo. O financiamento da rodada seria usado para estabelecer uma sede e uma instalação de treinamento de 20.000 a 30.000 pés quadrados (1.900 a 2.800 m2) em Los Angeles, que deveria ser concluída até o final de 2019. Após o investimento, a Forbes classificou a Cloud9 como a empresa de esportes eletrônicos mais valiosa do mundo, com US$ 310 milhões.

### 2018–presente: Sucessos, controvérsias e propriedade de liga
Em 2018, em uma época em que muitas equipes de esportes eletrônicos estavam reduzindo significativamente suas operações e focando apenas em alguns jogos selecionados, a Cloud9 alcançou sucesso internacional de alto nível em Counter-Strike, Rocket League, Overwatch e League of Legends. O sucesso da organização levou Jack Etienne a ser nomeado o Shaker of the Year da Game Shakers em dezembro de 2018, um prêmio que homenageia pessoas que causaram um impacto duradouro na indústria de esportes eletrônicos e ajudaram a aumentar a conscientização sobre esportes eletrônicos em todo o mundo. Nos meses seguintes, a Cloud9 fechou acordos de patrocínio com a marca de roupas Puma, a empresa de telecomunicações AT&T e a empresa automotiva BMW, no que foram os primeiros patrocínios das empresas em equipes de esportes eletrônicos. Naquela época, a Cloud9 estabeleceu uma divisão de Apex Legends.
Em novembro de 2019, a Cloud9 foi multada pela Riot Games por violar as regras da League of Legends Championship Series (LCS). Desde julho de 2018, a Cloud9 emitiu ações para sete de seus jogadores da LCS por meio de unidades de ações restritas; a Riot havia criado uma regra em novembro de 2017 que proibia qualquer dono de equipe de estar no elenco da equipe. A Cloud9 foi multada em US$ 25.000 por violação de cada jogador, totalizando US$ 175.000, e teve que pagar dinheiro adicional aos seus jogadores. A Riot estimou a multa total entre US$ 330.000 e US$ 605.000. A Cloud9 foi novamente classificada pela Forbes como a empresa de esportes eletrônicos mais valiosa do mundo em 2019, junto com a Team SoloMid; a empresa foi avaliada em US$ 400  milhões, um valor de US$ 90 milhões de aumento em relação ao ano anterior.
Em fevereiro de 2020, foi anunciado que a Cloud9, juntamente com as organizações de esportes eletrônicos Immortals Gaming Club, New Meta Entertainment, Gen.G Esports, c0ntact Gaming e OverActive Media, havia estabelecido uma liga de Counter-Strike: Global Offensive chamada Flashpoint, a primeira liga profissional de esporte eletrônico de propriedade dos times e operada pelos mesmos. No mês seguinte, a Cloud9 voltou a entrar nas competições de Dota 2 após um hiato de quase três anos. Cloud9 criou sua divisão de Valorant em abril de 2020, e em outubro, eles criaram sua primeira equipe feminina para o Valorant. A Forbes classificou a Cloud9 como a segunda empresa de esportes eletrônicos mais valiosa do mundo, com US$ 350 milhões em 2020, uma queda de 13% em relação a 2019. Em maio de 2022, a Forbes a classificou como a quinta mais valiosa, com um valor de US$ 380 milhões.